# Skałyste
Skałyste (ukr. Скалисте, ros. Скалистое, Skalistoje) – wieś na Ukrainie, w Autonomicznej Republice Krymu (de iure stanowiącej integralną część państwa ukraińskiego, w 2014 anektowanej przez Rosję i odtąd funkcjonującej jako Republika Krymu), w rejonie bakczysarajskim. W 2001 liczyła 2855 mieszkańców, wśród których 245 wskazało jako ojczysty język ukraiński, 2068 rosyjski, 493 krymskotatarski, 1 mołdawski, 1 rumuński, 6 białoruski, a 41 inny. Według spisu ludności przeprowadzonego przez okupacyjne władze rosyjskie populacja wsi w 2014 wynosiła 2997 osób, a w 2021 - 3221.